# 유명식
유명식(劉明植,1977년 10월 20일~)은 대한민국 언론인이다. 뉴시스통신사와 한국일보 기자, 민선 7기 안산시청 비서실장과 정책보좌관을 지냈다. 이재명 더불어민주당 대표가 성남시장일 당시, 한국일보 출입기자였다.

## 학력
- 광운대학교 신문방송학과
- 연세대학교 언론홍보대학원 저널리즘 석사

## 생애
1977년 10월 20일(음력) 전라남도 완도군 노화읍에서 4남 2녀 중 막내로 태어났다.
노화도라는 섬에서 초·중·고등학교를 모두 나왔다.
대학 재학 중인 1996년 해군 399기로 입대해 만기 전역했다.
대학 졸업 이후 뉴시스통신사에 입사해 기자를 시작, 한국일보 사회부로 자리를 옮겼다.
한국일보 재직 중인 2019년 9월 안산시장의 ‘삼고초려’로 기자를 그만두고 안산시청 비서실장으로 임명됐다. 세월호 참사에 대한 기억과 책임이 이직을 결단하는데 결정적인 영향을 미친 것으로 알려져 있다.
정책보좌관으로 임기를 마친 뒤 뉴스핌통신사의 제안으로 베트남 하노이에서 특파원을 2년여 지냈다.
현재는 성결대학교 융합학부 차세대미디어전공 비전임 교수로 강의 중이다.

## 기자 생활 중

### 축구대표팀 아시안컵 음주파문
1997년 아시안컵 축구국가대표팀 일부 선수들의 숙소 이탈 및 음주 파문을 단독 보도했다.
보도는 아시안컵 기간 이운재, 김상식, 우성룡, 이동국이 바레인·인도네시아 전 등을 앞두고 인도네시아 현지 룸살롱에서 업소 여성 도우미들과 폭탄주를 곁들여 심야 '음주 파티'를 수차례 벌였다는 내용이다.
현지를 직접 찾아 교민 분위기와 함께 사진 등을 함께 보도했다. 국내 주요 방송과 언론이 모두 받아쓰며 스포츠계 파장을 일으켰다.
당시 아시안컵에서 한국은 바레인에게 패하는 등 졸전을 거듭했고 결국 핌 베어백 감독은 사퇴했다.
이 보도로 이운재와 김상식, 우성용도 기자회견을 열어 공식 사과했고, 잉글랜드의 미들즈브러 FC에서 뛰고 있던 이동국은 서면 사과했다.
대한축구협회는 이들에게 국가대표 자격 1년 간 정지 및 대한축구협회 주관 대회 2~3년 출전금지 징계를 내렸다.

### 천안함 사건 보도
2010년 3월 발생한 천안함 사건 때 취재기자로는 전 세계 유일하게 사고 해역에서 독도함 등에 승선, 희생자 인양 등을 취재했다.
사건 초기 평택 2함대 내부에 잠입해 구조상황 등을 실시 전파하기도 했다.
처음으로 인양된 희생자 구조상황을 전 세계 언론에 최초로 타전했다.
정부의 유가족 장례식 참여 제한, 에어포켓 허구성, 한미연합훈련 오폭 가능성 등 속보성 기사와 각종 의혹을 제기해 사건의 진실을 파헤친 공로를 인정받아 경기민주언론시민연합이 주는 민주언론인상 수상자 중 한 명으로 선정됐다.
경기민언련은 2005년 경기민주언론상을 제정해 민주언론의 가치를 실현한 성과가 있는 언론인과 단체 등에 매년 이 상을 수여하고 있다.

### 홍문종 전 국회의원 관련 단독보도
한국일보로 이직한 뒤 박근혜 대통령 시절 홍문종 전 국회의원과 관련한 보도를 터트렸다.
홍 전 의원이 국회에서 직접 해명 기자회견을 했다.
하지만 홍 전 의원의 압박에도 아랑곳없이 수상한 재산증식 의혹, 국제학교 불법 설립 논란, 경민대 교비 미술품 구입 의혹, 교직원 선거동원 의혹 등을 추가 보도했고, 홍 전 의원은 법적대응을 시사했으나 아무런 조치도 못했다.
박근혜 정부가 막을 내리고 문재인 정부가 들어서면서 결국 홍 전 의원은 보도 내용 등을 토대로 수사를 받아 기소됐다.
홍 전 의원은 2022년 12월 16일 징역 4년 6월을 확정 받았다.
의정부 시민단체 등에서는 홍 전 의원의 지역구로 총선출마를 권유하기도 했다는 소식도 전해졌으나 기자직을 내려놓지 않았다.

### 이철성 경찰청장 광주 민주화항쟁 폄훼 논란 보도
이철성 전 경찰청장이 2016년 11월 박근혜 전 대통령의 ‘국정농단’ 사태와 관련, 광주 일대의 질서정연한 시민들의 촛불집회를 두고 광주지방경찰청이 ‘민주화의 성지’ 답다는 취지의 페이스북 글을 올려 감사를 표시하자 이를 질책하며 삭제하도록 했다는 내용을 한국일보 단독으로 보도했다.
이 전 청장은 내용을 부인했으나 당시 강인철(현 법무법인 광장 변호사) 전 광주지방경찰청장이 사실상 인정하면서 논란이 됐다.
강 전 청장은 한국일보 보도 뒤 방송 등의 인터뷰를 통해 사실이라고 주장하며 이 전 청장과 진실공방을 벌였다.
문재인 대통령이 임명한 이 전 청장의 정체성에 논란이 일면서 정권 내부에서 교체 여론이 일었다.
김부겸 당시 국무총리는 이 전 청장과 강 전 청장을 동시에 불러 대국민 사과를 하면서 사태를 일단락했다.
이 사건은 사상 초유의 경찰 수뇌부간 싸움으로 기록됐다.
이 보도로 한국일보 특종상을 받았다.

### 김문수 전 고용노동부장관 경기도 '현대사' 교재 논란 보도
당시 김 전 장관이 공무원 교육용 현대사 교과서를 만들어 공무원 교육 자료로 활용하려던 계획을 단독으로 입수하여 최초 보도했다.
광주 5·18 단체 등 전국 각지에서 비판이 쏟아지자 1년여 만에 폐기했다.

### 세월호 참사 취재
2014년 4월 16일 세월호 참사 당시 안산에서 머물며 1개월여 취재했다. '세월호(SEWOL)'가 최초 신고 40여 분전 이미 해경과 연락 두절 상태였다는 정황을 담은 교육청의 내부 일지를 확인해 보도하는 등 정확한 사고 경위와 원인 파악에 집중했다.
이재명 당시 성남시장이 박근혜 대통령을 고발한 내용을 이 시장과 직접 통화해 상세히 전달했다.
세월호 인양 이후 유품, 내부 도면, 폐쇄회로 TV 등 주요 단서를 방치한 사실을 보도해 정부가 해명하기도 했다.

## 인연

### '재심' 전문변호사 박준영과의 인연
박준영 변호사와는 동문이다.
한국일보 기자시절 박 변호사와 인터뷰하며 그의 어려운 사정을 보도해 당시 유행하던 클라우드 펀딩에 도움을 줬다.
박준영 변호사의 조력으로 재심에서 무죄로 풀려난 무기수 김신혜가 박 변호사에게 보냈던 편지 등을 단독으로 보도하기도 했다.
간첩으로 몰린 탈북자의 사연 등도 박준영 변호사와 함께 세상에 알렸다.

### 이재명전 더불어민주당 대표가 성남시장일 당시 출입기자였다.[21][22]
이 전 대표의 '입'이라 불리는 김남준 전 더불어민주당 대표실 정무조정부실장과는 동문이다.
이 전 대표와는 당시 인연이 되어 현재도 사회관계망서비스 등을 통해 연락하는 기자그룹 중 한명으로 알려져있다.

## 안산시청 근무 중
안산시청에서 정책보좌관을 역임하며 ‘전국 최초 대학생 반값등록금’ 설계를 주도했다. 박근혜 전 대통령 등 정치인들의 공약은 많았으나 실제 실행은 이뤄지지 않은 ‘2030세대’ 숙원을 기초지방자치단체 단위에서 최초로 풀어내는데 기여했다.
4호선 전철 중앙역과 고잔역 등에 반월국가산업단지 배후도시개발 이후 처음으로 에스컬레이터를 설치하도록 하는 등 시민 눈높이에 맞는 시책을 적극 발굴했다.
GTX-C 노선 상록수역 유치를 위해 민간사업자인 현대건설 측과 수차례 비공개 만남을 갖고 설득했다.
안산시상권활성화재단 설립의 토대를 마련했다.
고려대학교 안산병원에 의과대학 교수 프로그램 등을 유치해 교육인프라 확대를 추진했다.
다양한 행정 취재 경험 등을 토대로 참신한 정책 아이디어를 제시, "일 하나는 제대로 한다"라는 평가를 받았다.
일부 공무원들이 안산시청 공무원노동조합과 손잡고 소문에 가까운 의혹을 수집, 국민권익위에 제소했으나 아무런 비위가 없는 것으로 밝혀졌다.
국민의힘 소속 이민근 시장이 취임한 이후에는 감사와 고발까지 했으나 수사기관에서 모두 ‘혐의 없음’ 처분해 오히려 청렴성만 도드라졌다.

## 기자상 수상기록
- 2025년 제20회 장문하 경기민주언론상 취재부문
- 2017년 한국일보 특종상
- 2010년 경기민주언론상